# Месецослов
Месецословът е църковен или народен календар с посочени дни в памет на светци и годишния кръг от църковни празници.
Може да съдържа също така указания за особености на богослужението в съответния ден. В православието календарът влиза в състава на такива богослужебни книги като служебник и типикон.
Месецословът съдържа само неподвижни празници от годишния богослужебен кръг.
Понякога в календара се използва система от знаци за обозначаване на особености в богослужението при църковни празници.
Сборникът от жития на светци, наречен чети-миней (тоест предназначени за четене, а не за богослужение), е подобно подреден по месеци и дати, свързани със светиите.